# Pierre Lepori
Pierre Lepori o Lou Lepori (Lugano, Suiza, 1968) traductor y poeta suizo en italiano.
Estudió en las universidades de Siena y Berna y ha sido redactor del Dizionario Teatrale Svizzero, periodista en Lausana para la RSI y para el anuario de literatura Viceversa Letteratura. Ha traducido a autores francófonos como Monique Laederach, Claude Ponti y Gustave Roud.Fundador y director de la revista "Hétérographe, revue des homolittératures ou pas:" (literatura y crítica queer, en francés).